# 创业村站
创业村站是位于黑龙江省大庆市红岗区创业村的一个铁路车站，邮政编码163853。车站建于1965年，有通让铁路经过该站，现办理客货运业务，车站及其上下行区间均未电气化。距离哈尔滨站21公里，距离大庆站44公里，距离通辽站388公里，隶属哈尔滨铁路局，是四等站。